# Stazione di Cabiate
La stazione di Cabiate è una fermata ferroviaria situata lungo la ferrovia Milano-Asso e ubicata nel comune di Cabiate.

## Strutture e impianti
La stazione di Cabiate, gestita da FerrovieNord, è dotata di un singolo binario protetto da una pensilina.

## Movimento
La stazione di Cabiate è servita dai treni regionali in servizio sulla linea S2 del servizio ferroviario suburbano di Milano (solo due corse, la mattina, dal lunedì al sabato - direzione Milano) e dai treni regionali Milano-Asso, svolti da Trenord nell'ambito del contratto di servizio stipulato con la Regione Lombardia.

## Servizi
- Biglietteria automatica
- Servizi igienici fuori servizio dall'11.01.2017.

## Interscambi
Fra il 1912 e il 1952 presso la stazione era presente una fermata della tranvia Monza–Meda–Cantù. Oggi, è presente una fermata della linea C80, che copre il medesimo percorso, degli autobus di ASF Autolinee.